# Récusation péremptoire
Dans le droit pénal des pays de common law ainsi qu'en droit français, la récusation péremptoire (peremptory challenge) est le droit pour le poursuivant ou la défense de rejeter un certain nombre de jurés pour des motifs discrétionnaires lors de la formation du jury. 

## Droit américain
En droit américain, l'arrêt Batson c. Kentucky de la Cour suprême des États-Unis limite l'utilisation de la récusation péremptoire pour des motifs liés exclusivement à la race (couleur de peau) des jurés, en réaction à de nombreux procès pénaux antérieurs où des hommes noirs avaient été trouvés coupables puis sévèrement condamnés par des jurys formés exclusivement d'hommes blancs. 

## Droit français
En droit français, lors du tirage au sort des jurés de jugement (six jurés en cour d'assises de premier ressort, neuf jurés en cour d'assises d'appel), l’accusé ou son avocat peuvent récuser des jurés (quatre en première instance, cinq en appel) ; le ministère public peut aussi en récuser (trois en première instance, quatre en appel).

## Droit canadien
Le droit canadien avait jusqu'en septembre 2019 une règle équivalente à celle des autres pays de common law, mais le législateur a choisi de la retirer du Code criminel.  
Dans l'arrêt R. c. Chouhan, la Cour suprême a jugé que l'abolition des récusations péremptoires n'est pas inconstitutionnelle. 

### Ancienne disposition législative
La règle était à l'article 634 du Code criminel. 

« Récusations péremptoires
634 (1) Un juré peut faire l’objet d’une récusation péremptoire qu’il ait ou non déjà fait l’objet d’une demande de récusation présentée en application de l’article 638. 
Nombre maximal de récusations péremptoires
634 (2) Sous réserve des paragraphes (2.1) à (4), le poursuivant et l’accusé ont le droit de récuser péremptoirement le nombre de jurés suivant :
a) vingt, dans le cas où l’accusé est inculpé de haute trahison ou de meurtre au premier degré;
b) douze, dans les cas où l’accusé est inculpé d’une infraction autre que celles mentionnées à l’alinéa a) et punissable d’un emprisonnement de plus de cinq ans;
c) quatre, dans le cas où l’accusé est inculpé d’une infraction autre que celles mentionnées aux alinéas a) ou b).
Récusations péremptoires pour treize ou quatorze jurés
634 (2.01) Si le juge ordonne, en application du paragraphe 631(2.2), l’assermentation de treize ou quatorze jurés en conformité avec la présente partie, le nombre total de récusations péremptoires, d’une part pour la poursuite et d’autre part pour la défense, est augmenté de un ou deux, selon le cas.
Récusations pour jurés suppléants
634 (2.1) Si le juge ordonne la sélection de jurés suppléants, le nombre total de récusations péremptoires, d’une part pour la poursuite et d’autre part pour la défense, est augmenté d’un nombre égal à celui des jurés suppléants.
Récusations péremptoires additionnelles
634 (2.2) Lorsqu’il faut pourvoir au remplacement d’un juré aux termes du paragraphe 644(1.1), il est accordé au poursuivant et à l’accusé une récusation péremptoire pour chaque juré à remplacer.
Récusations en cas de pluralité de chefs d’accusation
Pluralité de chefs d’accusation
634 (3) Les nombres de récusations péremptoires mentionnés au paragraphe (2) ne s’additionnent pas lorsqu’il y a plusieurs chefs dans un acte d’accusation; seul le plus grand est retenu.
Récusations péremptoires pour procès conjoint
Procès conjoint
634 (4) Lorsque plusieurs accusés subissent leur procès en même temps :
a) chacun a droit au nombre de récusations péremptoires auquel il aurait droit s’il subissait son procès seul;
b) le poursuivant a droit à un nombre de récusations péremptoires égal au total de celles dont peuvent se prévaloir tous les accusés. »